# Chondrostoma fahirae
A Chondrostoma fahirae a sugarasúszójú halak (Actinopterygii) osztályának pontyalakúak (Cypriniformes) rendjébe, ezen belül a pontyfélék (Cyprinidae) családjába tartozó faj.

## Rendszertani eltérés
Ezt a halat, korábban a Pseudophoxinus nembe sorolták, Pseudophoxinus fahirae név alatt.

## Előfordulása
A Chondrostoma fahirae csak Dél-Törökország területén található meg; a Tefenni melletti Kirkpinar nevű forrás endemikus hala.

## Megjelenése
A hal átlagos testhossza 5 centiméter, azonban 14 centiméteresre is megnőhet.

## Életmódja
Apró rajhal. Tápláléka valószínűleg apró rákok, rovarlárvák és repülő rovarok.